# Richard Estes (Maler)

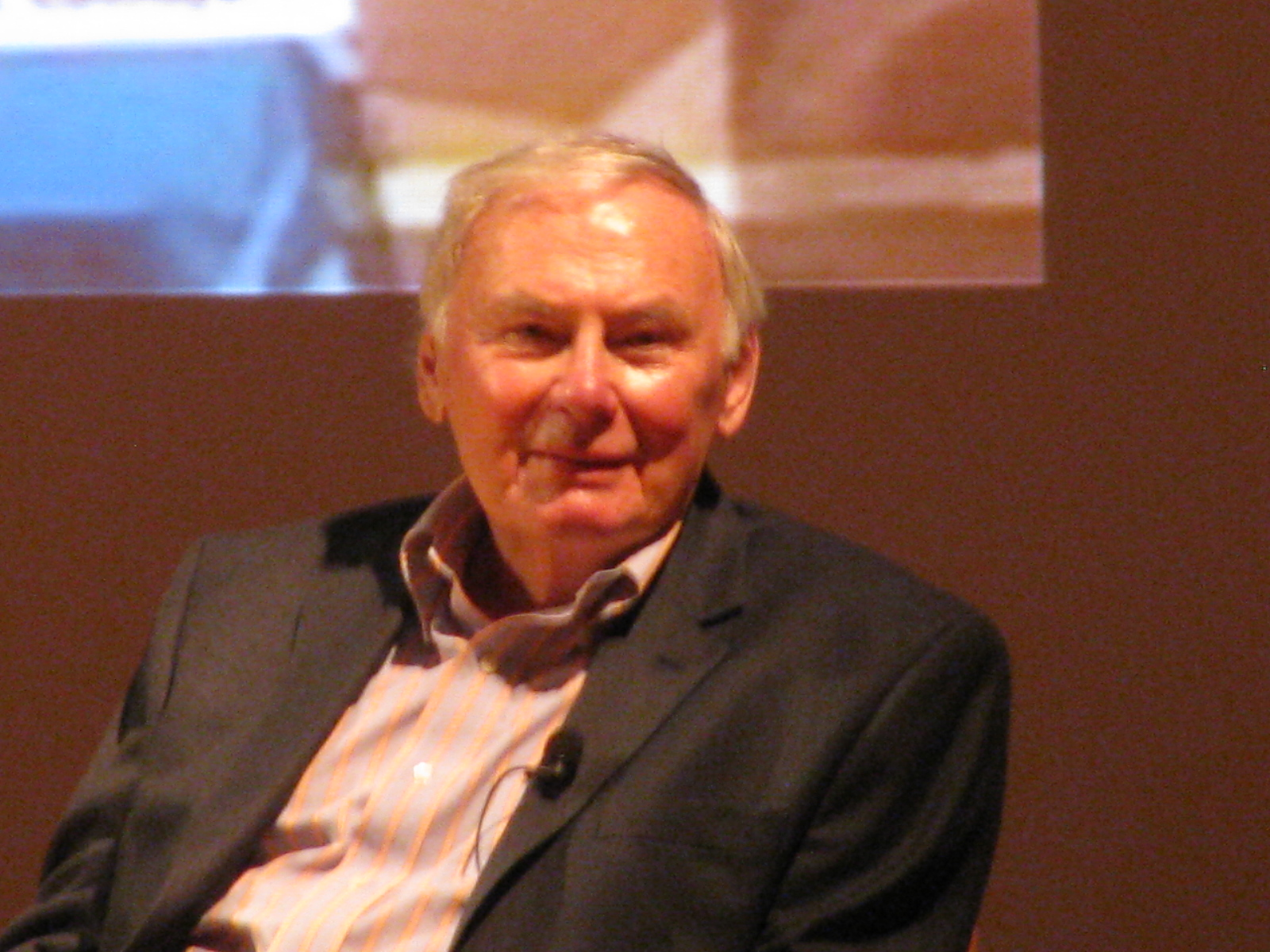
Richard Estes (2014)

Richard Estes (* 14. Mai 1932 in Kewanee, Illinois) ist ein US-amerikanischer Maler, der vom Fotorealismus ausging.

## Leben
Er studierte in Chicago an einer klassischen Akademie. Sein Werdegang führte ihn schon bald nach New York, wo er in den 1950ern begann, Fotos zu malen. Angetan von Andy Warhols Pop Art, entwickelte Estes eine äußerst detailreiche und naturalistische Malweise. Sein hervorstechendes Merkmal ist die Trompe-l’œil-artige Malerei, die jedes Detail wiedergibt.
Er malt vorwiegend seine eigenen Fotografien, die er anfänglich von Werbungen, Plakaten und Reklame aufnahm. Später (ab 1967) auch von Straßen und Stadtansichten sowie von Spiegelungen. In den 1970er und 1980er Jahren verschob sich sein Interesse zusehends auf die Stadt. Estes montiert ein neues Sehen über die Wirklichkeit zusammen, indem er zwar fotorealistisch malt, aber die Szenerie frei zusammensetzt. Da ist auch die noch so realistische Wiedergabe eine Fiktion, da sie eine Konstruktion von verschiedenen Ansichten ein und derselben Ansicht ist. Die Orte und Straßenzüge sind aber noch erkennbar und lokalisierbar. Es liegt also eine Darstellung, De-Konstruktion und Re-Konstruktion des Bildinhaltes vor. Auffallend sind die Straßenszenen, in denen keine Personen zu sehen sind. Estes malt die Hektik der Großstadt New York also menschenfrei, was den Bildern eine gespenstische Ruhe gibt. Ab den 1980er Jahren malt Estes auch zusehends Panoramen.
Die erste Einzelausstellung hatte Richard Estes 1968 in New York in der Allan Stone Gallery.
Im Jahr 1972 war Richard Estes Teilnehmer der Documenta 5 in Kassel in der Abteilung Realismus.

## Auszeichnungen
- 1984: Wahl zum Mitglied (N.A.) der National Academy of Design in New York[1]